# Song Thuận
Song Thuận là một xã thuộc huyện Châu Thành, tỉnh Tiền Giang, Việt Nam.

## Địa lý
Xã có diện tích 9,07 km², dân số năm 1999 là 5.543 người, mật độ dân số đạt 611 người/km².

### Di tích
Đình thần Mỹ Thuận Tây, xây từ năm 1845, tọa lạc ấp Mỹ Thạnh, là Di tích lịch sử cách mạng từ năm 2021.

## Kinh tế
Xã có diện tích 200 ha trồng hồng xiêm.

## Ảnh

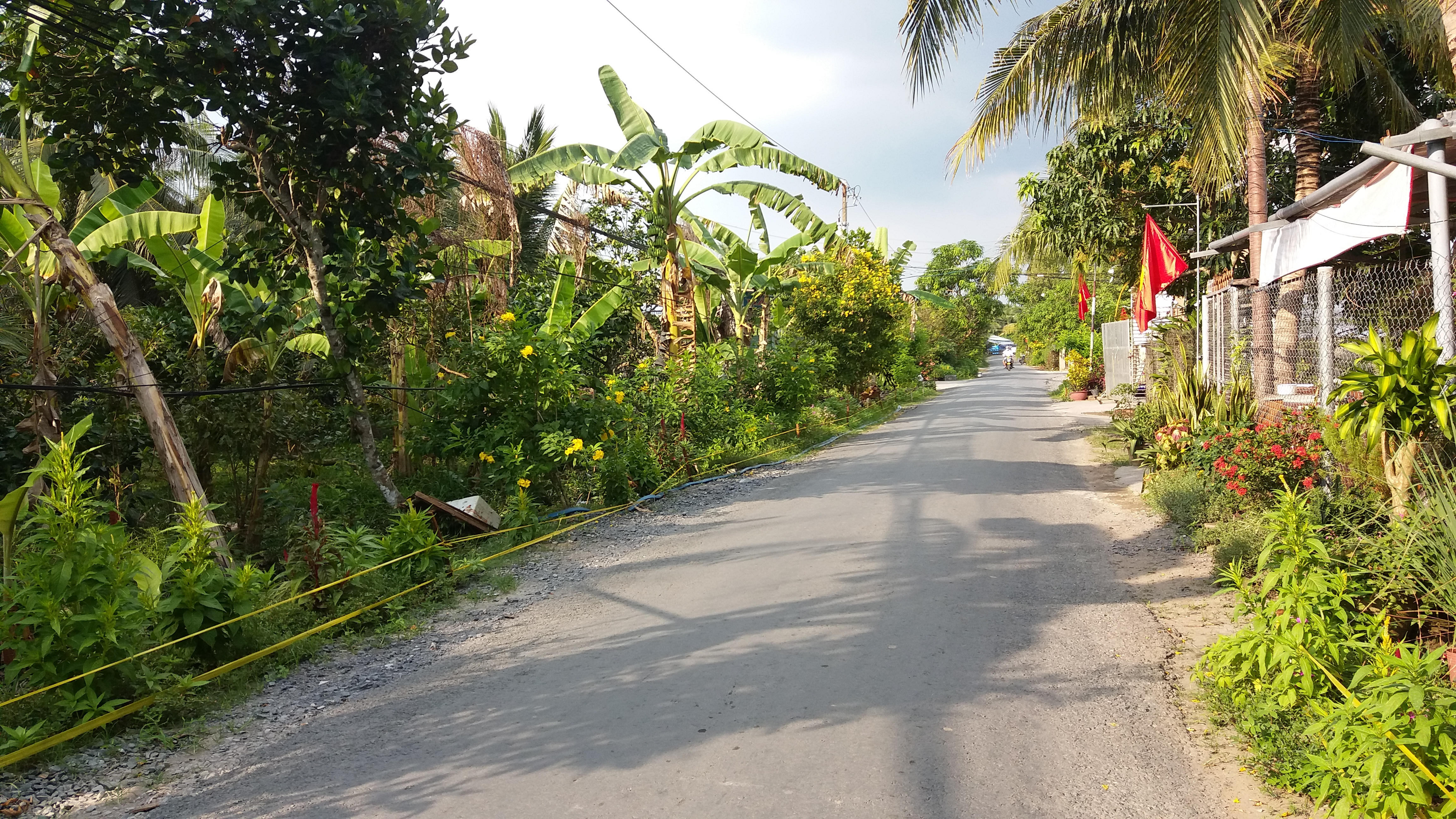
đường Lộ Me.